# UTVA 66
UTVA 66 – jednosilnikowy, trzymiejscowy samolot szkolno-treningowy i turystyczny typu STOL produkowany przez jugosłowiańskie przedsiębiorstwo UTVA.

## Konstrukcja
Samolot został przystosowany do startu i lądowania na nieutwardzonych lądowiskach i terenach przygodnych. Jest wyposażony w podwójny układ sterowania. Można było go wyposażyć w pływaki lub płozy.

## Wykorzystanie
Wyprodukowano 130 samolotów UTVA 66. Ostatni egzemplarz został wycofany ze służby wojskowej w 1999 roku.
Po wycofaniu, większość egzemplarzy przeszła w ręce prywatne. Część sprzedano między innymi do Stanów Zjednoczonych i Kanady, gdzie zostały przystosowane do użytku cywilnego jako niezawodne samoloty użytkowe.